# يعقوب هامبلين
يعقوب هامبلين (بالإنجليزية: Jacob Hamblin) (و. 1819 – 1886 م) هو دبلوماسي من الولايات المتحدة الأمريكية ولد في ساليم، أوهايو.